# Immedinger
Die Immedinger waren ein sächsisches Adelsgeschlecht zur Zeit der Liudolfinger, zu deren angeblichen Vorfahren – wenn auch nicht im Mannesstamm – der Sachsenherzog Widukind gehörte.

## Absicht der Namensgebung
Der Historiker Gerd Althoff hält es für möglich, dass die Unterscheidung der Immedinger von den Widukinden „genealogische Fiktion“ ist und die Heilige Mathilde zu den direkten Nachkommen Widukinds zu rechnen sei. Die Absicht hinter der Abkehr vom Stammvater Widukind hin zu jenem ominösen Spitzenahn Immed könnte nach Althoff jene gewesen sein: Der Erzbischof Unwan aus dem Geschlecht der Immedinger hatte ein Interesse an dem Missionar und ersten Bischof von Bremen Willehad und somit genaue Kenntnis von dessen Vita. Dieser wurde durch Widukind verfolgt, woraufhin einige der Gefolgsleute Willehads den Märtyrertod starben – unter anderem ein gewisser Emmigus. Die Christenverfolgung Widukinds war ein Makel des Ahnherren, zumal Unwan dem geistlichen Stand angehörte. Die fiktive Ansippung an jenen Märtyrer Emmigus war aufgrund des Leitnamens Immad/Emmad im Geschlecht Unwans möglich – und nach mittelalterlichen Verständnis fast schon zwingend.

## Die bekannten Mitglieder der Familie
- Mathilde, die Äbtissin des Klosters Herford, sowie ihre Enkelin,
- Mathilde die Heilige (* wohl 896; † 14. März 968), die Tochter des Grafen Thiadrich und der Reginlind, heiratete im Jahre 909 in Wallhausen den späteren ostfränkischen König Heinrich I., Laienäbtissin des Klosters Nivelles; sie wurde in der Stiftskirche von Quedlinburg begraben.
- Bischof Meinwerk von Paderborn (1009–1036), Sohn des Immed IV.
- Emma von Lesum, Meinwerks Schwester und Ehefrau des sächsischen Grafen Liutger, jüngerer Sohn des Hermann Billung aus dem Geschlecht der Billunger

## Die Immedinger (Widukinde) nach Böttger, 1865
1. Widukind (erwähnt 777, 789), auch Witekind, Herzog der Westfalen (Sachsen) ⚭ Geva aus Dänemark
  1. Gisela, auch Hasala ⚭ Berno, Sohn von Bruno I., Herzog der Angrivarier 775
  2. Wigbert († nach 25. Dezember 834), Herzog der Engern ⚭ Odrade
    1. Walbert († 876, erwähnt 834, 874) ⚭ Altburge († 880)
      1. Reginbern († vor 17. Oktober 872), Graf 856 ⚭ Mathilde († nach 911), nachher Äbtissin des Klosters Herford
        1. Thiadrich († nach 929, erwähnt 900, 909), Graf in Westfalen ⚭ Reinhilde von Dänemark († 11. Mai nach 929)
          1. Mathilde die Heilige (* wohl 896; † 14. März 968) ⚭ Heinrich I. (* 876; † 2. Juli 936), Herzog von Sachsen 912, ostfränkischer König von 14. April 919 bis 936
          2. Bia († 25. Mai vor 954) ⚭ Wichmann I. († 23. April 944), auch Wigmann, gen. der Ältere (Billunger)
          3. Frederuna († 10. Februar 917) ⚭ April 907 Karl III. der Einfältige von Frankreich (Karolinger)

        2. Widukind († 909)
        3. Immed (III.)? († 12. Oktober 953) siehe unten

      2. Wigbert von Verden († 8. September 908), Bischof von Verden von 874 bis 908

## Die Immedinger nach Ohainski, Schubert & Streich, 2004

### Die Nachkommen der Äbtissin Mathilde
1. Mathilde, Äbtissin des Klosters Herford
  1. Thiadrich ⚭ Reinhilde (Reginlind)
    1. Mathilde die Heilige (* 896; † 14. März 968 in Quedlinburg) ⚭ in Wallhausen 909, König Heinrich I. († 9. Juli 936 in Memleben), König der Ostfranken 919
    2. Widukind
    3. Immed
    4. Reginbern
    5. Friderun († 18. Januar 971) ⚭ Wichmann II. † 23. April 944, Sohn von Billung
    6. Bia † 25. Mai nach 21. Oktober 937 ⚭ N
      1. Friedrich † nach 21. Oktober 937[3]

    7. Amalrada ⚭ Eberhard († 964), aus dem Haus der Ezzonen, Graf in der Betuwe und im Salland ab 944/60; † 3. September vor 964[4]

### Die Nachkommen des Grafen Immed III.
1. Immed III. (gefallen 954)
  1. Waldered († um 984) ⚭ Bertha († um 984), Tochter von Burchard III. († 973), Herzog von Schwaben seit 954
    1. Thiedrich, auch Dietrich († 6. März 995), Pfalzgraf in Sachsen seit 982 ⚭ Fritheruna (um 974)
      1. Siegbert (995/um 1007; † 1017), Graf in Ostfalen & Hessen
      2. Dietrich, Mönch zu Corvey
      3. Thiedburga

    2. Siegbert (984 Sicco; † 14. Oktober 995), Graf im Liesgau seit 990
      1. Siegbert (um 983), Mönch zu Corvey
      2. NN-Tochter ⚭ Lothar-Udo (getötet bei Stade am 23. Juni 994), Graf von Stade
      3. Unwan († 17. oder 26. Januar 1029), Erzbischof von Hamburg-Bremen von 1013 bis 1029

    3. Gisela (um 984)

  2. Immed IV. († 27. Januar 983), Graf im Hochstift Utrecht ⚭ Adela von Hamaland († 6. August 1020/28), Tochter von Wichmann, Graf im Hochstift Utrecht ⚭ II. vor 996, Balderich von Drenthe, Graf in der Drenthe († 5. Juni 1021 auf Burg Hengebach)
    1. Meinwerk († 5. oder 6. Juni 1036), auch Meinwart, Domherr zu Halberstadt, königlicher Hofkapellan & Kantor von St. Marien zu Aachen 1001 bis 1009, Bischof zu Paderborn von 1009 bis 1036
    2. Dietrich († 17. April 1014), Graf im Hochstift Lüttich
    3. Athela († nach 1027), Kanonissin zu Elten
    4. Glismod († 5. Februar vor 1041) ⚭ Adalbert der Siegreiche († 26. Mai 1055), Markgraf der Ostmark (Babenberger), II. ⚭ Otakar/Otger/Oci/Ozzi, 993 Graf im Kroatengau (in Kärnten), III. ⚭ Graf Reding/Reting
    5. Emma von Lesum († 3. Dezember 1038) ⚭ Liudger († 1001), Sohn von Hermann Billung, Herzog von Sachsen

## Ohne Zuordnung
Wiltrud (oder Wiltraut) * um 915, Gemahlin von Herzog Burchard III. und vermutlich Mutter von Dietrich I., dem Ahnherrn der Wettiner.